# Bro offerkälla
Bro offerkälla var en offerkälla vid Bro kyrka på Gotland.
På platsen där Bro kyrka ligger fanns under förhistorisk tid bronsåldersgravar och bildstenar. Enligt sägnen byggdes kyrkan på platsen för en offerkälla. Bro kyrka blev också under medeltiden en känd offerkyrka. 
I en lund omkring 250 meter söder om kyrkan, vid åkervägen mot Endre ligger en offerkälla i botten av sumpig bäckfåra i en svagt sluttande moränmark.
Vid källan finns en gammal bro samt fyra svärdslipningsstenar. Bron är 12 meter x 4 meter samt 0.2 meter hög. Den är kallmurad av grå- och kalkstenar, delvis övertorvad. 